# Symphonie no 31 de Mozart
Paris
Pour les articles homonymes, voir Symphonie no 31.
La Symphonie no 31 en ré majeur, surnommée « Paris » KV 297/300a est une symphonie du compositeur Wolfgang Amadeus Mozart, composée durant son séjour à Paris, alors qu'il était âgé de vingt-deux ans. Elle reste aujourd'hui l'une de ses plus célèbres symphonies. Le catalogue Köchel la classe KV 297 avec le 2e mouvement original et KV 300a avec le nouveau 2e mouvement.

## Composition et création
L'œuvre fut composée en 1778, pendant que Mozart recherchait un emploi durant son séjour à Paris. La première eut lieu le 12 juin 1778 durant un concert privé à la maison du comte Karl Heinrich Joseph von Sickingen, l'ambassadeur du Palatinat. La première de la symphonie en public eut lieu six jours plus tard, et fut interprétée par le Concert spirituel.
L'œuvre reçut un avis positif dans l'édition du 26 juin du Courrier de l'Europe, publié à Londres :

« Le Concert Spirituel du jour de la Fête-Dieu commença par une symphonie de M. Mozart. Cet artiste qui, dès l’âge le plus tendre, s’étoit fait un nom parmi les Clavecinistes, peut être placé aujourd’hui parmi les plus habiles Compositeurs. »

Le Concert Spirituel joua à nouveau l'œuvre le 15 août, cette fois avec un nouveau deuxième mouvement ; un Andante remplaça l'original Andantino en 6/8. Il y eut d'autres représentations par le Concert Spirituel au cours de 1779, les 18 et 23 mars, le 23 mai, et 3 juin et le 14 mai 1780. On lit dans le Mercure de France du 5 juin 1779, concernant le Concert Spirituel du jour de la Pentecôte (23 mai) :

« Le Directeur de ce Spectacle, toujours attentif à varier les plaisirs du Public, a divisé son Concert en deux parties, précédées de deux symphonies à grand orchestre, l'une de la composition de Slerkel [lire Sterkel], dont le style pittoresque & les beaux effets d'harmonie sont connus ; l'autre d'Amedeo Mosartz. Peut-être est-il aussi savant & aussi majestueux que le premier, mais il n'a pas excité le même intérêt. »

La symphonie fut publiée à Paris par Sieber et annoncée à vendre le 20 février 1779. Au cours des années 1782 à 1788, le catalogue Sieber la décrivit comme « dans le répertoire du Concert Spirituel ». Elle fut plus tard exécutée au Burgtheater de Vienne le 11 mars 1783 lors d'un concert-bénéfice pour la belle-sœur de Mozart, la chanteuse Aloysia Weber.

## Instrumentation
| Instrumentation de la symphonie no 31                                |
| Cordes                                                               |
| premiers violons, seconds violons, altos, violoncelles, contrebasses |
| Bois                                                                 |
| 2 flûtes, 2 hautbois, 2 clarinettes en la, 2 bassons                 |
| Cuivres                                                              |
| 2 cors en ré, 2 trompettes en ré                                     |
| Percussion                                                           |
| timbales en ré et la                                                 |

Elle est écrite pour un grand orchestre sûrement car Mozart en avait à sa disposition pendant son séjour à Paris. C'est la première symphonie de Mozart comportant des parties de clarinettes.

## Structure
La symphonie est de forme Rapide-Lent-Rapide et ne possède pas de Menuet :
1. Allegro assai, en ré majeur, à , 295 mesures
2. Andante, en sol majeur, première version : à 
, 98 mesures ; seconde version : à 
, 58 mesures
3. Allegro, en ré majeur, à , 242 mesures

Durée : 15 à 20 minutes
Le premier mouvement s'ouvre par quatre accords aux cordes. En effet Mozart se moquait du fait que les parisiens voulaient toujours des accords « précis et nets ». La première version du deuxième mouvement existe toujours.

Introduction de l'Allegro assai :
La lecture audio n'est pas prise en charge dans votre navigateur. Vous pouvez télécharger le fichier audio.
Introduction de l'Andante :
La lecture audio n'est pas prise en charge dans votre navigateur. Vous pouvez télécharger le fichier audio.
Introduction de l'Allegro :
La lecture audio n'est pas prise en charge dans votre navigateur. Vous pouvez télécharger le fichier audio.